# Пацаны II
«Пацаны II» — песня российского рэп-исполнителя GONE.Fludd и первый сингл из мини-альбома Lil Chill, выпущенный 18 ноября 2020 года лейблом Sony Music Russia через цифровую дистрибуцию. Является альтернативным вариантом трека «Пацаны» из четвёртого студийного альбома рэпера, Voodoo Child. Продюсером композиции стал российский музыкант Murdflex, также работавший и над оригинальной версией трека, а автором текста — сам GONE.Fludd.
«Пацаны II» стал связующим звеном между двумя наиболее непохожими между собой альбомами автора: жёсткого и психоделичного Voodoo Child и более размеренного и мелодичного Lil Chill. Это отразилось и в изменениях, сделанных в «Пацанах II» в сравнении с оригиналом: был убран «скример» в середине трека, добавлены два новых куплета и увеличена общая продолжительность композиции.
Изначальная версия песни была встречена поклонниками артиста в целом негативно. Новая версия была благосклонно встречена как фанатами, так и профильными журналистами, ставившими «Пацанов II» в один ряд со старыми успешными лиричными песнями GONE.Fludd. 11 марта 2021 года состоялся выход музыкального клипа, который впоследствии занял второе место на международной премии Berlin Music Video Awards в номинации «Best Narrative».

## Создание и релиз
История песни, в черновом варианте носившей название «Лезвие Оккама», началась с четвёртого по счёту студийного альбома GONE.Fludd, Voodoo Child, вышедшего в мае 2020 года. Как и большинство других треков из этого альбома, «Пацаны» продолжают идеи заложенные ещё в мини-альбоме «Одиночная психическая атака», когда стиль и звучание GONE.Fludd резко переменились вследствие эмоционального и морального перегорания от внезапного обретения популярности и усталости от своего сложившегося «яркого» образа. Тогда работы рэпера, ранее характеризовавшиеся лёгкими битами и позитивным незамысловатым текстом, стали носить более тяжёлый и агрессивный характер, а тексты содержали в себе размышления на темы психических расстройств, усталости и депрессии.
Так, в «Пацанах» GONE.Fludd продолжает размышления о жизни, поёт о мужской дружбе и преданности своим товарищам из Glam Go Gang!, а также о пустоте и бессмысленности славы и денег на фоне этой самой дружбы. Музыку спродюсировал битмейкер родом из Красноярска Александр Murdflex, ранее работавший с рэпером над треками, вошедшими в альбом «Одиночная психическая атака». Он стал автором основной части бита. В свою очередь, битмейкер MORA записал часть с перебивкой изначальной версии «Пацанов», названной фанатами «частью со скримером», резко отличающейся по настроению от бита Murdflex и использующей тяжёлые гитарные риффы. По словам Murdflex, на создание бита, имитирующего звучание музыкальной шкатулки, его вдохновила открывающая сцена из первого эпизода аниме-сериала Cowboy Bebop, на фоне которой играла композиция «Memory» авторства Ёко Канно.
Отличительной деталью оригинальных «Пацанов», в целом лирической и мелодичной песни, является наличие в середине трека перебивки с использованием вокальной техники скриминга, а также следующим за ним монологом-отрывком из книги Жана Бодрийяра «Симулякры и симуляция». Многим фанатам творчества рэпера такое решение — наличие элемента, полностью контрастирующего по звучанию со всем остальным треком — показалось неудачным. Они стали требовать от GONE.Fludd выпустить версию «Пацанов» без упомянутого отрывка, оставив в итоге только мелодичную часть песни. Отреагировав на просьбы поклонников, 2 июля 2020 года GONE.Fludd опубликовал запись в своём аккаунте в Инстаграм с обещанием создать новую версию песни, если обозначенная запись соберёт 50 тысяч комментариев. Поставленная метка была достигнута в течение нескольких часов и уже 28 сентября GONE.Fludd опубликовал сниппет, где он зачитывает часть нового куплета «Пацанов II», тем самым подтверждая начало работы над второй версией песни. В течение нескольких месяцев, вплоть до релиза трека, GONE.Fludd выкладывал новые отрывки, а также подогревал интерес поклонников обещанием скорого релиза, не называя конкретной даты.
Выход сингла, в итоге, состоялся 18 ноября 2020 года. От «Пацанов» из Voodoo Child новая композиция отличалась полным отсутствием части бита MORA со скримером и отрывком из «Симулякров и симуляции». На смену им были добавлены два новых куплета, продолжающих размышления GONE.Fludd о мужской дружбе. На этот раз большую часть инструментала представлял собой оригинальный бит Murdflex, дополненный перебивками битмейкера Cakeboy в местах с новыми куплетами. Позже «Пацаны II» вошли в треклист и состав шестого мини-альбома GONE.Fludd Lil Chill, вышедшего 19 февраля 2021 года, и, в отличие от Voodoo Child, ставшим по звучанию более близким к наиболее успешным альбомам рэпера — «Суперчуитс» и Boys Don’t Cry. Таким образом, альтернативная версия «Пацанов» стала синглом с Lil Chill, наряду с вышедшей 3 февраля 2021 года песней «Dream Garden».

## Музыкальный клип

Фрагмент раскадровки музыкального клипа. Пометки «Real Head» и «Fake Head» обозначают, что будет в кадре: сам GONE.Fludd, либо его бутафорская голова

После выхода сингла GONE.Fludd какое-то время намекал поклонникам на создание и выпуск клипа на «Пацанов II». Выход музыкального видео состоялся 11 марта 2021 года на видеохостинге YouTube, которое по состоянию на 16 августа 2022 года набрало больше 4 миллионов просмотров. Клип был снят бюро «Рабочее название», режиссёром выступил Феликс Умаров. Главную роль в сюжете музыкального видео исполнил GONE.Fludd; помимо него в съёмках также принял участие его битмейкер Cakeboy. Сюжет экранизации «Пацанов II» повествует о попадании GONE.Fludd в автомобильную аварию, в результате которой он получает серьёзные травмы. Спасти удаётся лишь голову рэпера, которую помещают в колбу с водой. Несмотря на случившееся, GONE.Fludd продолжает весело проводить время с друзьями и соблазнять девушек. Профильные журналисты пришли к общему мнению, что вдохновением для такого творческого решения стал мультсериал «Футурама», где были похожие сцены. Сам GONE.Fludd так описывал свои впечатления от съёмок:
Для финального кадра — кадра с заливанием головы в двухсот литровый аквариум — пришлось подготовиться. Во-первых, это очень стрёмно, потому что ты не контролируешь слив воды: вода заполняется минут десять, сливается столько же. Всё что ты можешь это быть внутри. Отыграть и выйти. На тот случай, если что-то пойдёт не так, была припасена кувалда, которой можно было разбить аквариум. Слава богу, что она не пригодилась.
Для того, чтобы подготовиться к таким опасным съёмкам, артисту пришлось обратиться за помощью в Российскую гильдию каскадёров. Во время съёмок они контролировали процесс погружения, а также объясняли рэперу как следует вести себя при нахождения под водой. Сами съёмки сцен в воде проводились дублями с длительностью в 5-8 секунд, после чего в колбу подавалась трубка, через которую GONE.Fludd мог свободно дышать. В нескольких кадрах использовалась бутафорская голова, сделанная из слепка головы артиста. Сама концепция клипа про голову в колбе с водой принадлежала режиссёру Феликсу Умарову. Ещё до музыкального видео на «Пацанов II» GONE.Fludd планировал снять с Умаровым клипы на песни «Humansuit» и «Вкус яда», однако по тем или иным причинам от этих планов пришлось отказаться. При монтаже клипа Умаров решил сократить продолжительность трека, удалив все повторяющиеся припевы — по его словам это было сделано для того, чтобы видео не было затянутым и скучным.

## Восприятие
В целом, песня удостоилась положительных отзывов от критиков. Илья Федосеев, представляющий ресурс VSRap.ru, заявил, что сингл полюбился многим поклонникам благодаря нестандартному для GONE.Fludd звучанию и «частой сменой флоу на протяжении всего трека». Другой журналист издания, Алексей Танай, предположил, что «Пацаны II» понравятся фанатам старых треков GONE.Fludd из-за схожести в звучании с его ранним творчеством, однако выразил опасение, что песня будет встречена прохладно той частью аудитории, что требует от рэпера «экспериментов со звучанием». По мнению же редактора «ТНТ Music» Руслана Тихонова, избавление от «неуютного экспериментализма» позволило «Пацанам II» встать в один ряд с такими наиболее удавшимися песнями GONE.Fludd, как «Пустота» и «Сахарный человек». Положительных оценок удостоился и клип на песню. Так, обозреватель «ТНТ Music» Владислав Шеин назвал его «колоритным видеорядом с элементами сай-фай», а в редакции сайта Rap.ru сочли работу «красивой» и «стильной». Клип на «Пацанов II» занял второе место на международной премии Berlin Music Video Awards в номинации «Best Narrative» (с англ. — «Лучший нарратив»).

## Список композиций
| №  | Название    | Текст песни       | Музыка           | Длительность |
| -- | ----------- | ----------------- | ---------------- | ------------ |
| 1. | «Пацаны II» | Александр Смирнов | Murdflex Cakeboy | 3:37         |

## Позиции в чартах
| Чарт (2020)            | Высшая позиция |
| ---------------------- | -------------- |
| Россия («ВКонтакте»)   | 16             |
| Россия (Spotify)       | 9              |
| Россия (YouTube Music) | 7              |